# زامارین
زامارین (به انگلیسی: Xamarin) یک شرکت نرم‌افزاری تحت مالکیت مایکروسافت می‌باشد که در سال ۲۰۱۱ شروع به کار نموده‌است.
زامارین یک ابزار برای برنامه‌نویسی چندسکویی می‌باشد. به نحوی که با نوشتن یک کد به زبان #C امکان ایجاد فایل‌های اجرایی برای ویندوز، اندروید و آی او اس فراهم می‌گردد.
با استفاده از زامارین می‌توان یک کد #C را روی ۲٫۶ میلیارد دستگاه اجرا کرد!

## افزونه به ویژوال استودیو
این ابزار به صورت افزونه به ویژوال استودیو ۲۰۱۵ و ۲۰۱۷ قابل افزودن بود و از نسخه ۵ به بعد، نیاز به ویژوال استودیو ۲۰۱۹ می‌باشد.